# ИР-100
ИР-100 (рос. исследовательский реактор) — дослідницький ядерний реактор. Побудований та введений в експлуатацію в Севастопольському національному університеті ядерної енергії та промисловості в 1967 році.
Реактор ИР-100 використовується для проведення науково-дослідних та навчальних робіт в області молекулярної та ядерної фізики, радіаційної хімії, для виробництва радіоактивних ізотопів, приладів та обладнання, опромінених в полях гамма-квантів, а також для підготовки спеціалістів по експлуатації ядерних реакторів. Реактор ИР-100 гетерогенний, на теплових нейтронах, басейнового типу з використанням як сповільнювача і теплоносія знесоленої води.

## Конструкція
Конструктивно реактор виготовлений у формі бака з діаметром 1800 мм і висотою 4400 мм, на днищі якого на спеціальній підставці розташована активна зона з графітовим відбивачем. Бак реактора розміщений в колодязі, який розташований у масиві біологічного захисту. Активна зона має форму шестигранної призми і формується із тепловідвідних касет (фрагментів), які хвостовиками встановлені в напрямну решітку. Висота активної зони 500 мм, діаметр призми 460 мм.
Реактор укомплектований декількома експериментальними пристроями:
- відкатний короб розміром 800×800 мм;
- теплова колона розміром 1200×1200 мм;
- пневмопошта діаметром 30 мм;
- горизонтальні експериментальні канали діаметром 100 мм (3 штуки);
- вертикальні експериментальні канали діаметром 76 мм (2 штуки) і діаметром 48 мм (6 штук);
- центральний експериментальний канал діаметром 36 мм (1 штука);
- гаряча камера;
- експериментальна установка «сигма-сигма».

## Технічні характеристики
Нейтронно-фізичні характеристики реактора такі:
- теплова потужність 200 кВт (використовуючи підкритичну збірку ИР-200);
- максимальна температура ТВЕЛа 373 К;
- максимальна температура на виході із активної зони 328 К;
- максимальні значення густини потоку теплових нейтронів в центрі активної зони 5,4×1012 нейтронів n0 (см2.с)-1;
- сповільнювач і теплоносій — знесолена вода.
- відбивач — знесолена вода, графіт.
- величини густини потоку теплових нейтронів в різних експериментальних каналах при потужності 200 кВт від 0,2×1012 до 7,4×1012 (см²с)^-1.

## Історія експлуатації
Дослідний реактор ИР-100 був введений в експлуатацію у 1967 році й використовувався для дослідницьких і навчальних програм у галузі молекулярної та ядерної фізики, радіаційної хімії, виробництва радіоактивних ізотопів. Розмістили реакторний блок на території Севастопольського вищого військово-морського інженерного училища, розташованого поблизу бухти Голландія на Північній стороні міста. Військовий виш готував зокрема й фахівців з обслуговування ядерних енергетичних установок на атомних підводних човнах.
У 1993 році на базі СВВМІУ був створений Севастопольський інститут ядерної енергії та промисловості, реактор у його складі використовувався в наукових цілях і для підготовки цивільних фахівців для атомної галузі.
Робота реактора була припинена у 2012 році у зв'язку з необхідністю продовження термінів його експлуатації. Всі ці роки, з 1967-го, реактор працював безаварійно й зарекомендував себе як важлива лабораторія.
Після анексії Криму, у серпні 2014 МЗС України висловило протест проти застосування Росією національної юрисдикції до ядерних об'єктів, установок і матеріалів на території Криму та Севастополя, і поширення на них положення угоди між СРСР і Міжнародним агентством з атомної енергії від 21 лютого 1985 року. Українська компанія «Енергоатом» повідомила МАГАТЕ про те, що не може нести відповідальність за ядерний реактор у Криму.
МАГАТЕ засудило спроби Росії привласнити ядерні об'єкти в Криму. У їх ноті від 22 вересня 2014 року № 4.11.4 зазначено, що ця міжнародна організація продовжує застосовувати гарантії щодо ядерного матеріалу та установок, розташованих на території Автономної Республіки Крим та Севастополя. МАГАТЕ керується Угодою між Україною та Міжнародним агентством з атомної енергії про застосування гарантій за Договором про нерозповсюдження ядерної зброї та додатковим протоколом до нього.
Таким чином, МАГАТЕ офіційно підтвердило продовження застосування юрисдикції України до ядерних об'єктів та матеріалів на тимчасово окупованій території Автономної Республіки Крим та міста Севастополя.
МАГАТЕ не дозволяє Росії запустити ИР-100, відмовляючись від візиту до Севастополя без дозволу України.